# Barrio Sector III (Getafe)
El Sector III  es un barrio residencial del municipio de Getafe (Comunidad de Madrid, España). Su peculiaridad principal es que está constituido principalmente por viviendas unifamiliares adosadas, divididas y organizadas en urbanizaciones.
Es el barrio más extenso de la localidad y uno de los más importantes de la misma por tener 24.217 habitantes e importantes instalaciones. Está ubicado en el suroeste de Getafe, a 15 km al sur de Madrid y en la ladera sureste del Cerro Buenavista. Su construcción comenzó en 1977 y es el primer barrio de España en estar constituido exclusivamente por urbanizaciones de viviendas unifamiliares adosadas.
A diferencia del resto de barrios del núcleo urbanos de Getafe (todos situados al este de la autovía de Toledo) el Sector III, al igual que los barrios Buenavista y El Bercial, se ubica al oeste de dicha carretera.

## Etimología

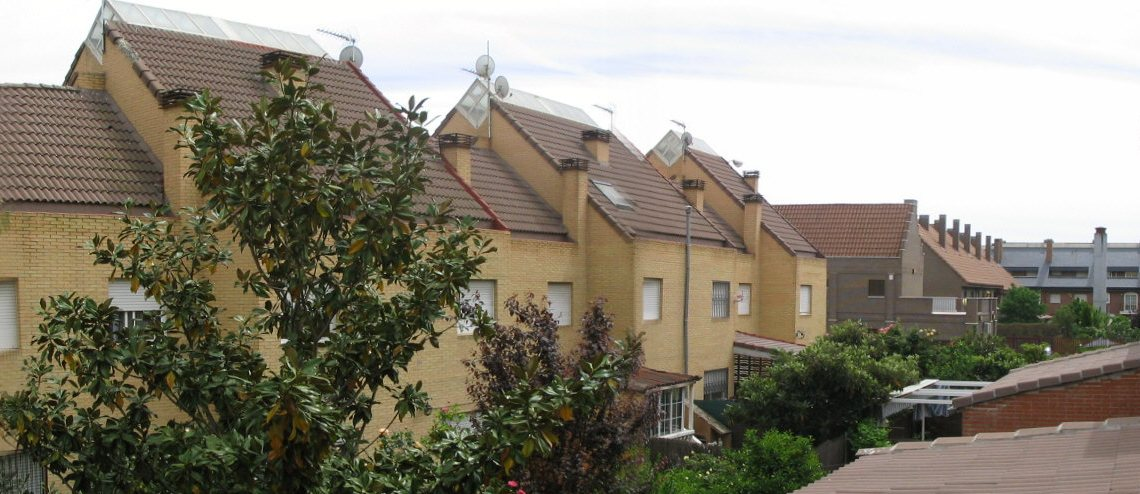
Chalés adosados del Sector III.

El nombre del Sector III proviene de un plan urbanístico al que pertenece la construcción de este barrio. A finales de los años 1970 se planeó la construcción de varias zonas residenciales en la provincia de Madrid, entre ellas el Sector III. A cada una de estas áreas residenciales se le asignó el nombre de Sector y un número, de manera que al barrio getafense le correspondió el número tres. 
El barrio está dentro de la ladera sureste del Cerro Buenavista, un cerro testigo de 704 metros de altitud. El nombre de esta colina proviene de las excelentes vistas que se pueden contemplar desde su parte más alta.

## Historia

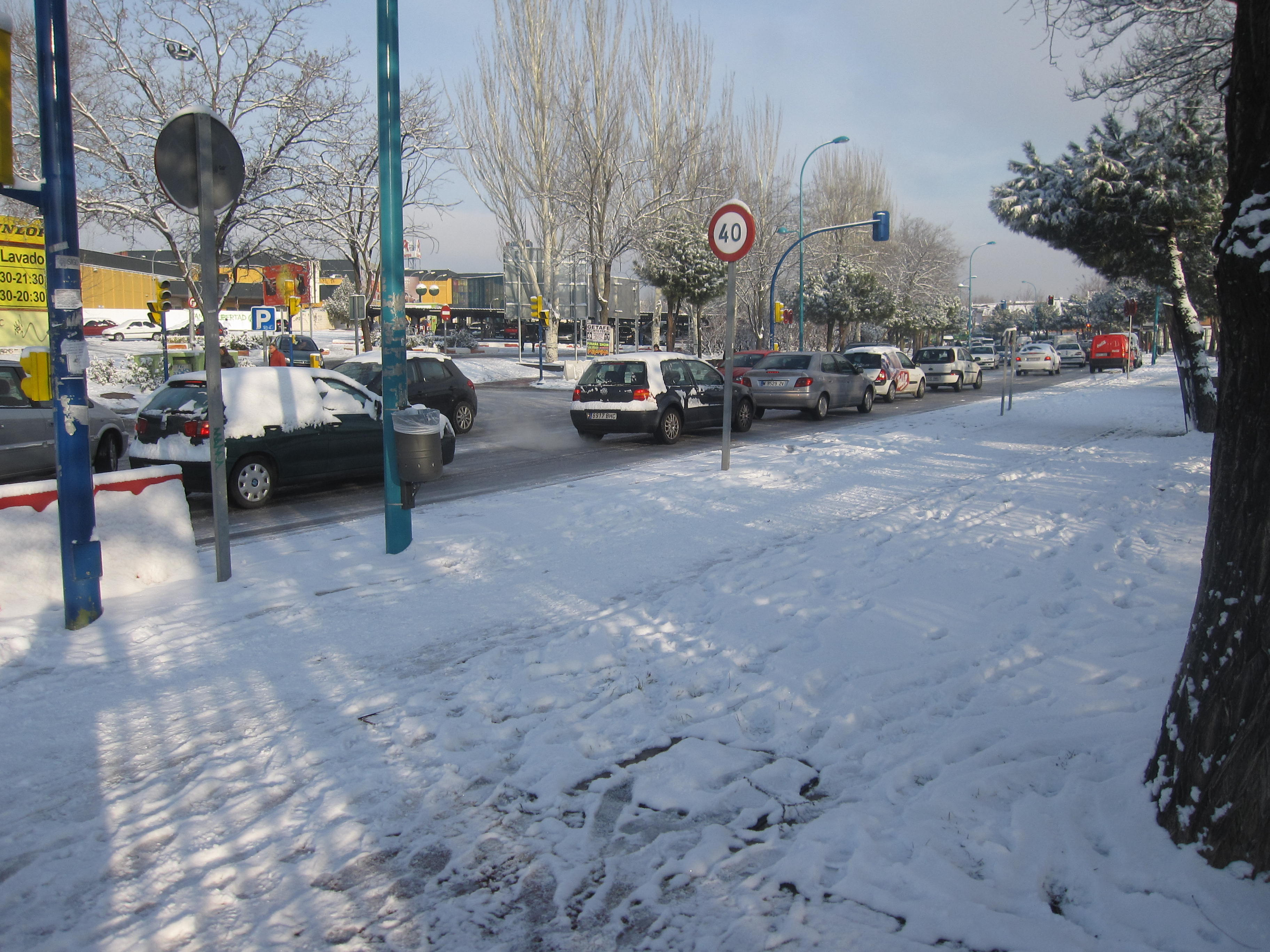
Avenida Arcas del Agua, una de las vías principales del barrio.

El terreno en el que hoy se asienta el Sector III ha estado desde antaño ocupado por un encinar propio de la zona. El lugar donde está nunca fue habitado de manera masiva hasta los años 1980 por estar situado lejos de ríos y riberas especialmente fértiles. Durante los primeros años de la Edad Moderna, con motivo del establecimiento de la Corte en Madrid y el consiguiente aumento de población en la zona, se talaron los bosques que ahí había dando lugar así una zona de cultivos de secano. Así duró la situación hasta la década de los 1980.
A finales de la década de los 1970 se proyectó la construcción de un barrio de viviendas unifamiliares que diesen cabida a la creciente población de la ciudad. De esta manera, el Sector III comenzó a ejecutarse en 1977, y un año después se aprobó definitivamente su creación. Desde entonces y hasta principios de los años 1990 se ha construido la mayoría de las urbanizaciones e infraestructuras. Cuando comenzó a ejecutarse el proyecto de un barrio constituido de solo viviendas unifamiliares organizadas en cooperativas no tenía precedentes en España e hizo que el Sector III fuera un barrio pionero en este país. A partir de entonces, se han construido muchos más barrios de estas características en España. 
A finales de los años 1990, se amplió el barrio con la construcción de una zona de chalés y pisos que se llama Arroyo Culebro. 
En 2007 comenzó la construcción del barrio limítrofe Buenavista.

## Política y gobierno
El Sector III está gobernado directamente por el Ayuntamiento de Getafe, presidido por Sara Hernández, alcaldesa del Partido Socialista Obrero Español desde 2015. El barrio no tiene ningún tipo de autonomía política respecto al gobierno local de Getafe. Cada cierto tiempo se celebran plenos participativos en los que se debaten temas económicos y sociales.

## Medio físico

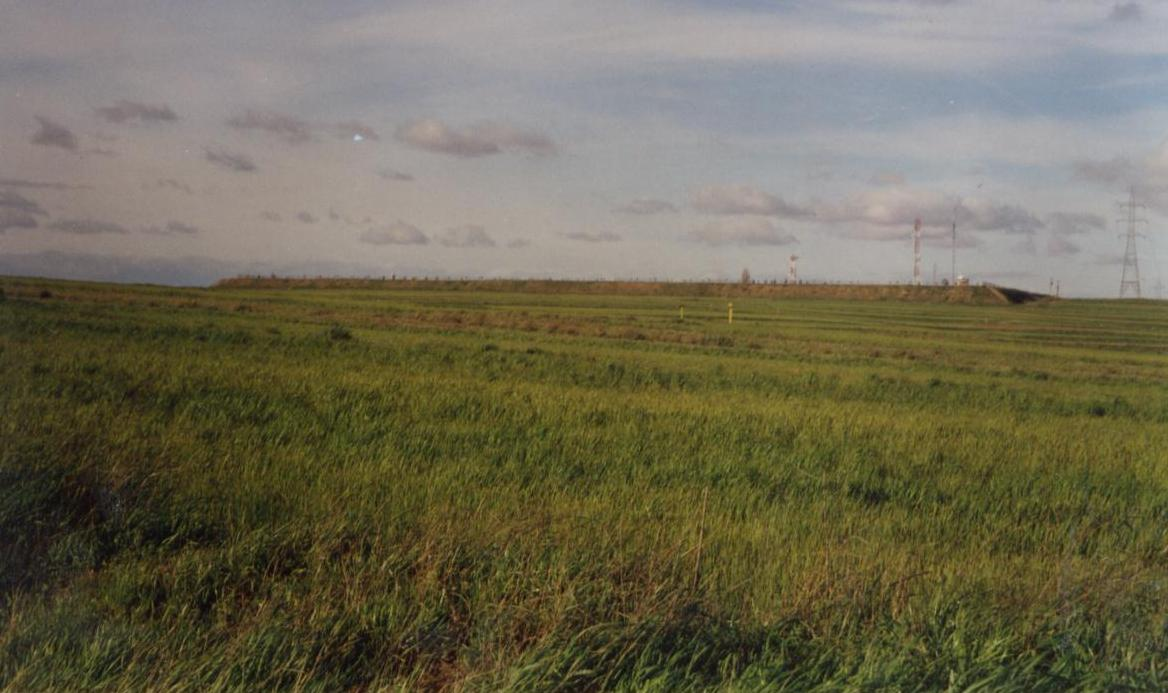
Cerro Buenavista, lugar donde se asienta el barrio. Esta fotografía está hecha en 2002 y su estado actual no es el de la imagen.

El barrio está situado al suroeste del centro de Getafe, a 15 km al sur de Madrid. El Sector III está en la ladera este del Cerro Buenavista, estando así inclinado hacia el este y con una altitud de entre 660 y 620 metros sobre el nivel del mar. Gran parte del barrio se encuentra en la cuenca del arroyo Culebro, y esta a su vez, pertenece a la del río Manzanares. El Sector III limita por el norte con el Parque homónimo, por el este con la autovía A-42, por el sur con la autopista M-50 y por el oeste con los términos municipales de Leganés y Fuenlabrada.

## Urbanismo
Casi la totalidad del barrio está constituido por urbanizaciones de viviendas unifamiliares adosadas. En total existen en torno a cuarenta urbanizaciones de este tipo. En la zona del Arroyo Culebro existen un gran número de bloques de pisos de cinco y seis plantas, y en la zona oeste del barrio hay varios chalés aislados. Las avenidas y calles principales del barrio son la avenida Juan Carlos I, avenida Arcas del Agua, avenida de la Libertad, y calle Islas Canarias. En el Sector III hay dos parques de gran tamaño y una red de sendas peatonales.
Además de con la A42, limita con el Parque de La Alhóndiga, un parque que tiene lago y ríos oficiales que se encuentra dentro del limítrofe barrio de La Alhóndiga y se denomina Parque de La Alhóndiga.

.

## Servicios e infraestructuras

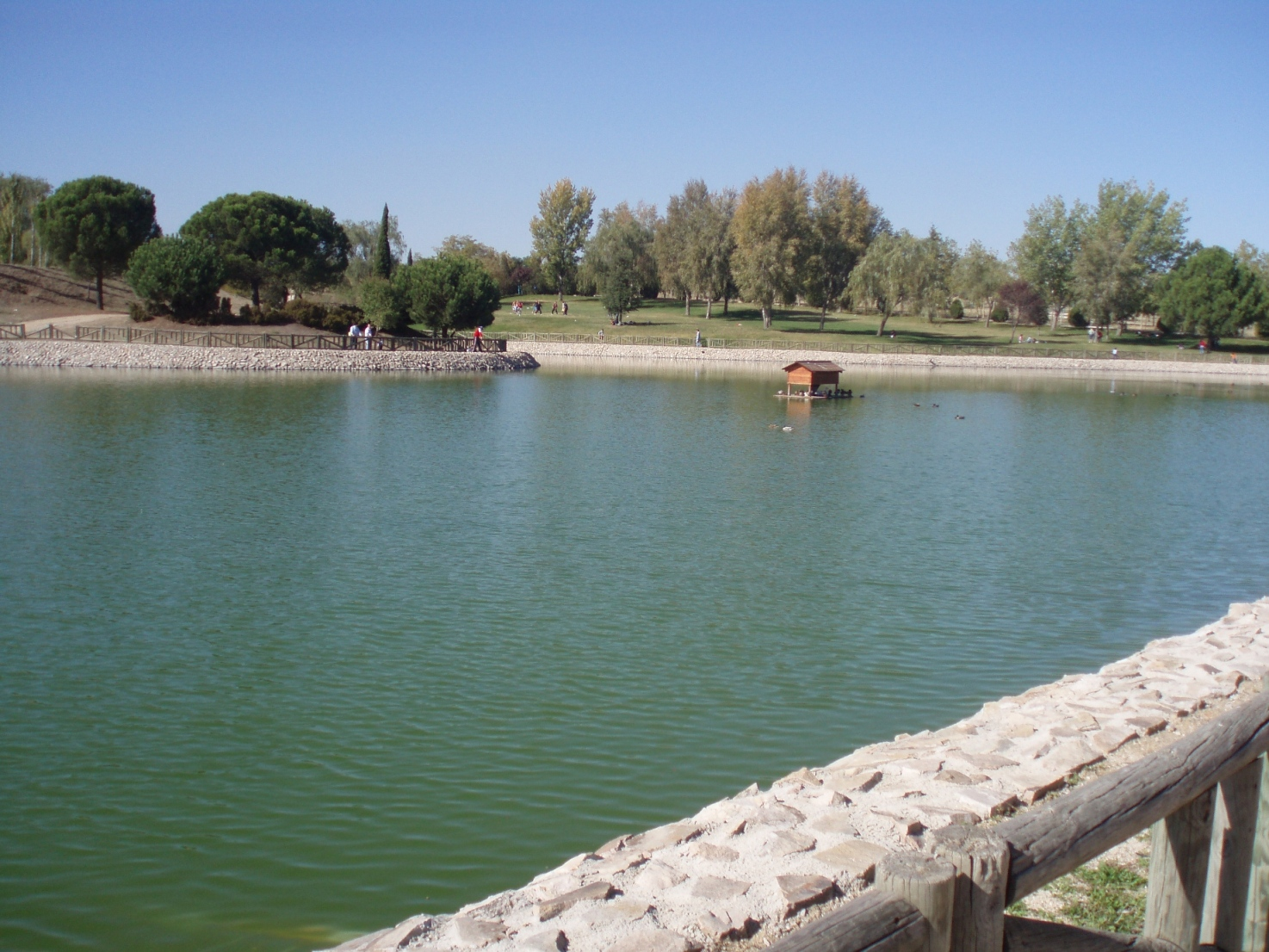
Lago del Parque de La Alhóndiga (barrio limítrofe del Sector III) en octubre.

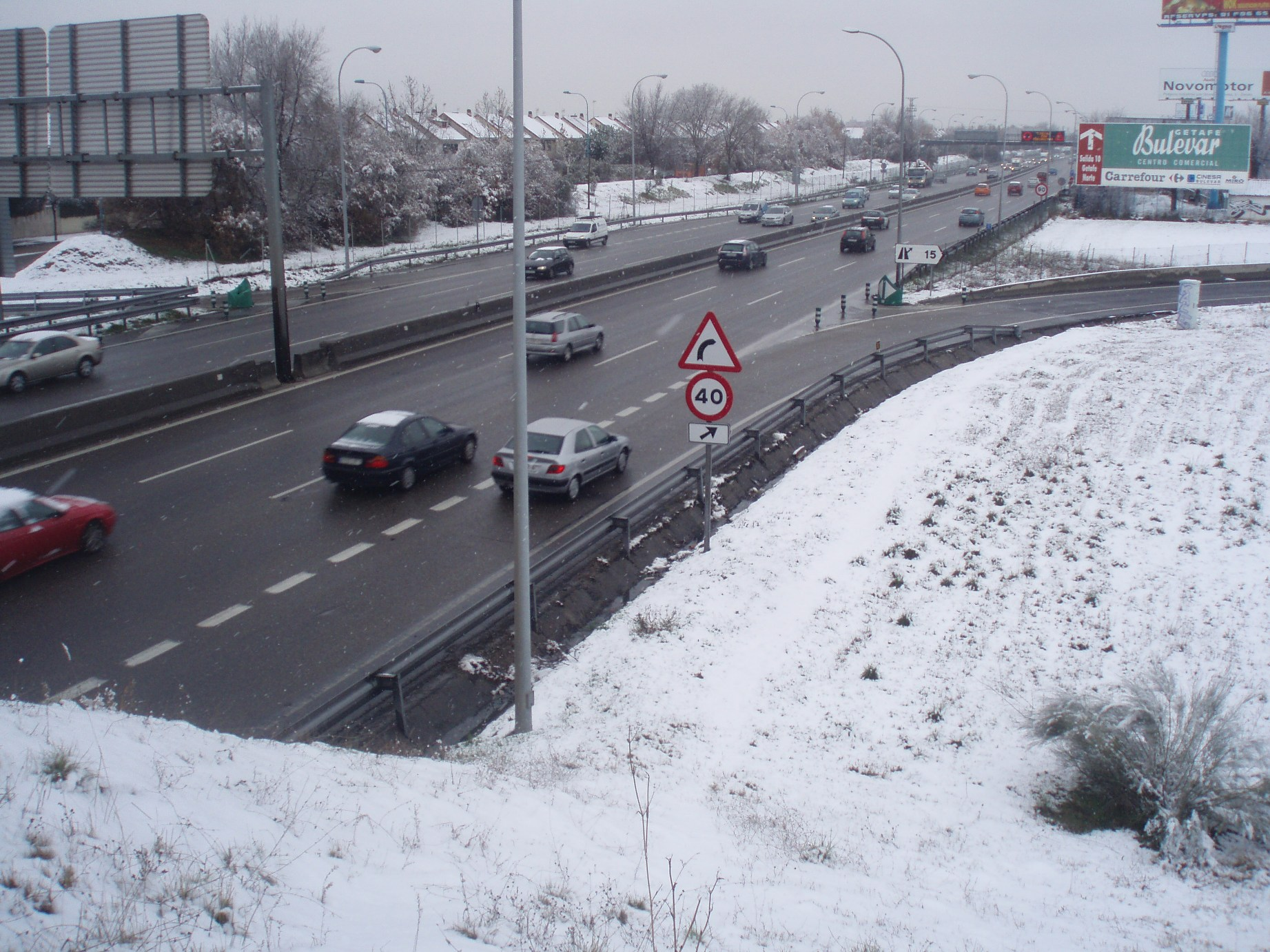
La autovía A-42 hace de límite este del barrio.

En el barrio cuenta con los siguientes servicios e infraestructuras:
- Numerosos pequeños centros comerciales y dos que destacan por su amplitud: “Getafe 3” y “Capital M-50”.
- Cuatro colegios públicos, dos institutos públicos (anteriormente 3, pero durante el curso 2011/2012 dos de ellos se han fusionado) y el colegio privado "Aristos", con piscina cubierta y club deportivo.
- El Conservatorio Profesional de Música de Getafe, un centro cívico y una biblioteca.
- Dos polideportivos, un edificio de juzgados, uno de correos, tres iglesias, el Hospital Universitario de Getafe, la sede principal de la policía local y tres residencias de ancianos.
- Dos parques de gran tamaño y varias sendas peatonales que atraviesan el barrio.

Muy cerca del barrio está el depósito de agua n.º 13 del Canal de Isabel II emplazado en lo alto del cerro Buenavista, caracterizado por las magníficas vistas que desde él se ven.

### Medios de transporte
- Carreteras: La Autovía de Toledo (A-42) y la autopista de circunvalación M-50.
- Autobuses: Las líneas urbanas 1, 2 y 5, las líneas interurbanas 441, 444 (que comunican el barrio con Madrid), otras líneas que comunican con otras ciudades cercanas, y las líneas nocturnas N801 y N805, las cuales comunican el barrio con el resto de Getafe y Madrid.
- Tren: Estación de Getafe Sector 3 de la línea C-4 de Cercanías Madrid.
- Metro: Estaciones Conservatorio y Arroyo Culebro de la línea 12 de la red de Metro de Madrid.

## Demografía
El Sector III tiene una población de 24.217 habitantes (INE 2005), y la mayoría agrupados en familias. Es el tercer barrio de Getafe en cuanto a número de habitantes. La población menor de 25 años tiene una gran presencia en el total si lo comparamos con barrios más envejecidos como Centro. La renta per cápita media de los ciudadanos del barrio es ligeramente superior a los 12.000 € anuales.

## Economía

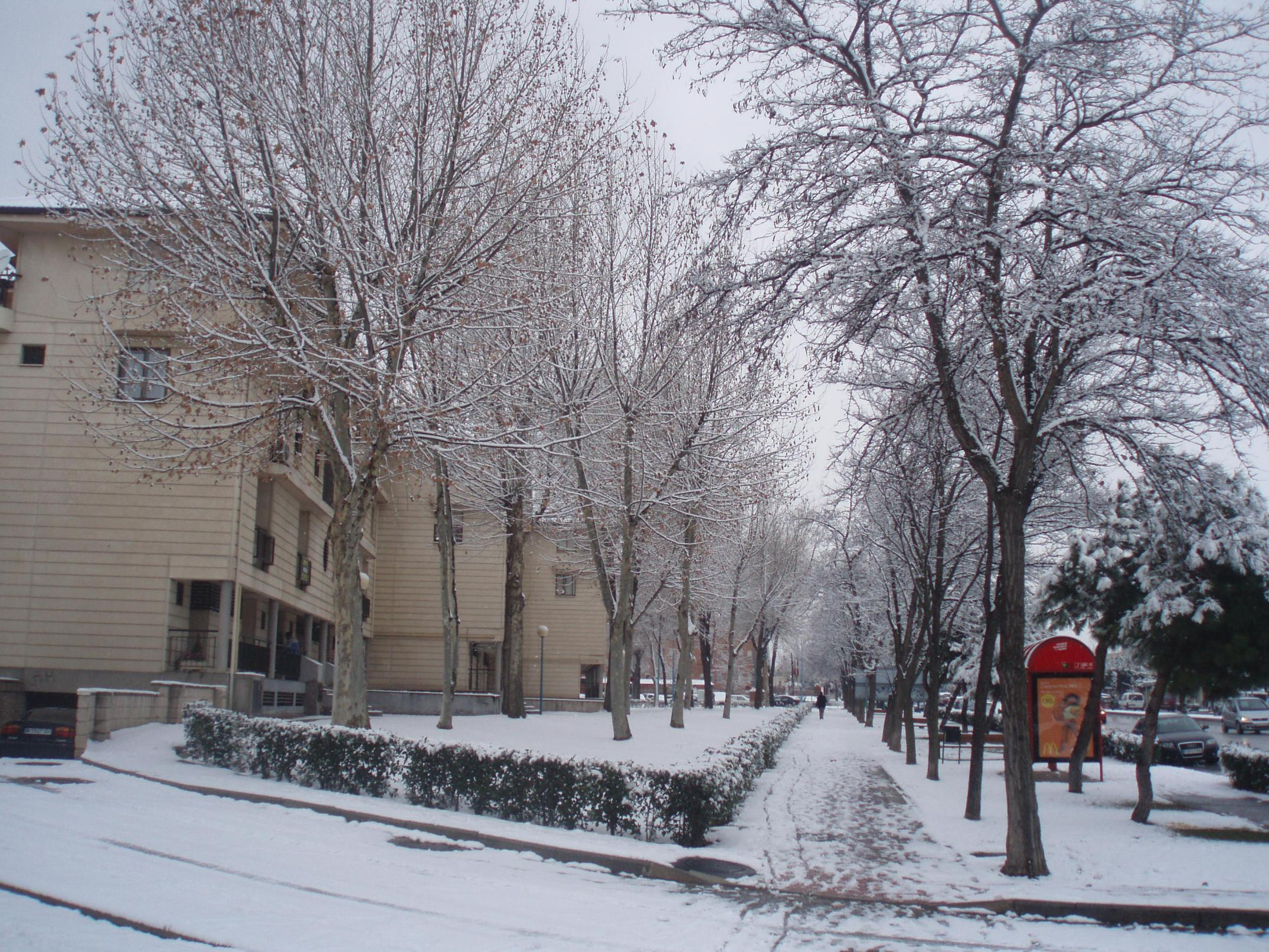
Avenida de Juan Carlos I en invierno.

La economía del Sector III es principalmente comercial debido a la gran cantidad de comercios, tiendas y negocios que existen. El centro comercial más grande del barrio se llama Getafe 3, en el que se concentran un gran número de locales comerciales, entre ellos un Alcampo. Además de ese hay bastantes centros comerciales de menor tamaño repartidos por el Sector III. La industria es inexistente en el barrio y el sector de la construcción se ve activo cuando hay ampliaciones urbanísticas. El sector primario tiene actividad secundaria en la economía del Sector III. Existen trigales próximos al depósito del cerro Buenavista, y huertas y granjas cercanas a la autovía de Toledo.

## Cultura
La cultura del Sector III se ve representada por instituciones como el centro cívico Cerro Buenavista, la biblioteca del barrio, y el Conservatorio Profesional de Música de Getafe, que fue inaugurado en el 2000 y resulta ser el conservatorio público de toda la zona sur de la comunidad. Junto a la biblioteca se encuentra el Centro de Poesía José Hierro, un lugar de creación y de estudio donde se pueden realizar consultas, reuniones y actividades formativas, cuyo objetivo es recopilar documentos y crear un patrimonio literario. En este centro hay un gran legado del poeta José Hierro, revistas históricas, una fototeca y una videoteca.

## Deporte y sanidad
En el barrio hay una serie de instalaciones deportivas destacables. El polideportivo del Sector III, uno de los más grandes de Getafe, dispone de dos campos de fútbol, canchas de baloncesto y una pista cubierta. En él se realizan varias actividades deportivas y cursos de enseñanza. En las distintas urbanizaciones de viviendas que componen el barrio hay clubes deportivos privados que cuentan con campos de fútbol, baloncesto, tenis, pádel, minigolf, y piscinas. La piscina municipal del Sector III está al norte del barrio y es la primera de Getafe en antigüedad e importancia.
En cuanto a la sanidad, el Sector III tiene tres centros médicos de carácter público. El Hospital Universitario de Getafe se sitúa a poco más de 2 km del centro del barrio.

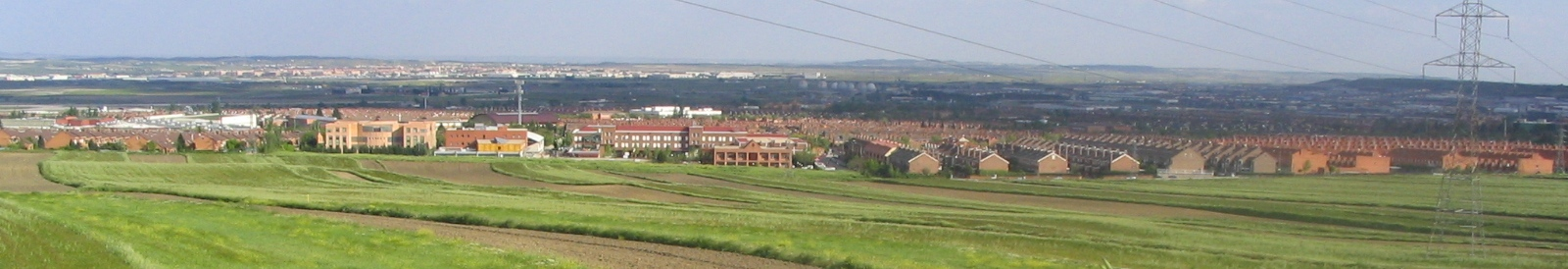
Vista panorámica del Sector III desde el cerro Buenavista

## Bibliografía

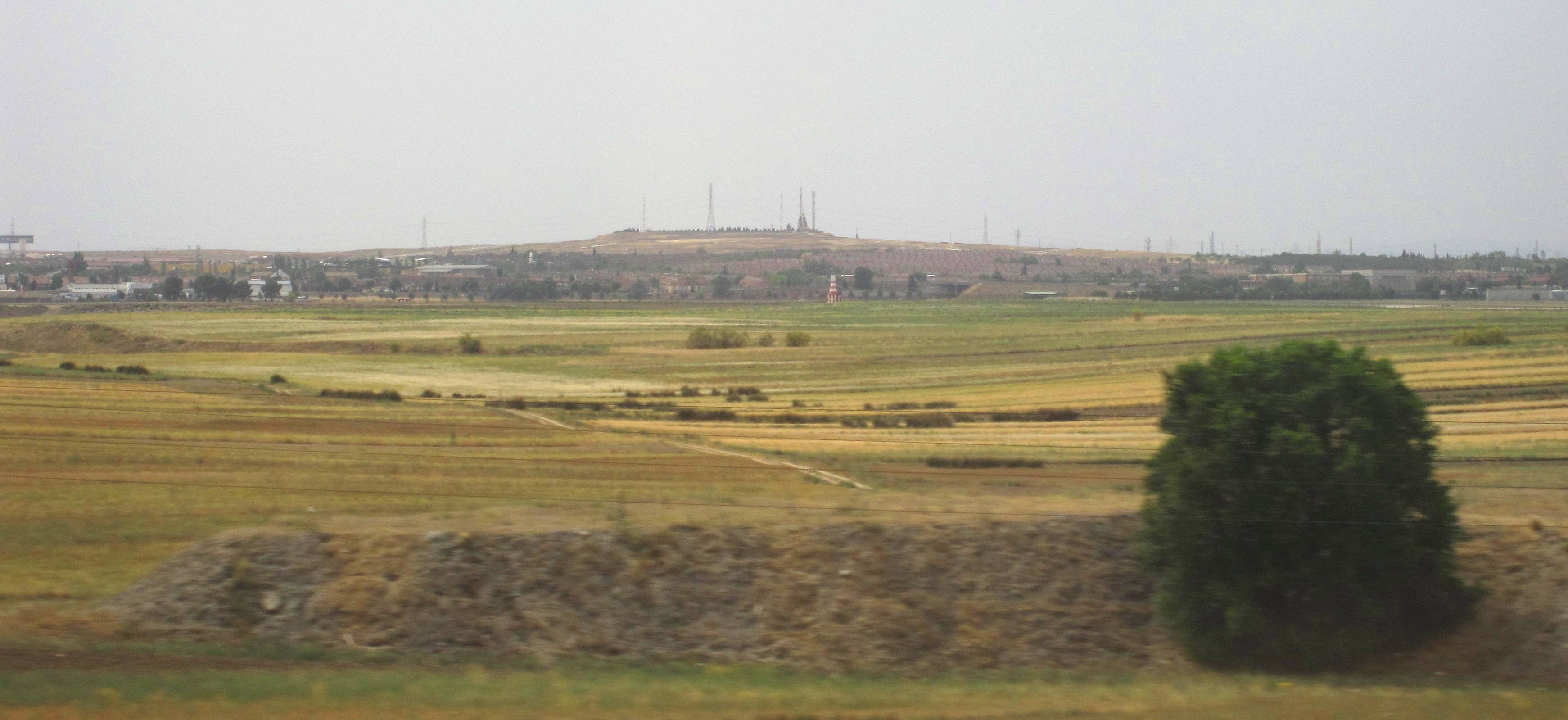
Barrio y cerro de Buenavista vistos desde la línea ferroviaria de alta velocidad Madrid-Sevilla.